# John Hawkwood
(Sir) John Hawkwood, född c:a 1320 i Sible Hedingham, död 1394 i Florens, var en engelsk militär i Hundraårskriget och verksam som legoknekt (condottiere) i Italien, där han var känd under namnet Giovanni Acuto. 
De herrar Hawkwood tjänade som legoknekt var först påven och därefter skiftande länsherrar. Han har utpekats som ansvarig för en massaker i Cesena 1377 där 6 000 människor saklöst dödades av trupper under hans befäl.